# Africa West Cargo
Africa West Cargo (code AITA FK ; code OACI WTA) était une compagnie aérienne togolaise, basée à Lomé au Togo.
La flotte de la compagnie était notamment composée  d'un Douglas DC-9F.